# Syntax (Band)
Syntax war eine britische Electronica-Band. Die Gruppe wurde 2002 von Mike Tournier und Jan Burton in London gegründet und im Jahr 2012 wieder aufgelöst.

## Bandgeschichte
Nach dem großen Erfolg des Albums Risotto von Fluke mit Mike Tournier wechselte dieser zu einem eher sphärischen und dunkleren Genre, was zur Entstehung von Syntax zusammen mit Jan Burton führte. Ihr erstes Album Meccano Mind veröffentlichten sie im Jahr 2003, drei Singles folgten. Auf dem Album sind neben dem Musikstil Electro auch Elemente aus Synthie-Pop und Progressive House enthalten. Nur ein Jahr später trennte sich Syntax von ihrem Label Illustrious Records.
Im Dezember 2012 veröffentlichten sie auf ihrer offiziellen Website eine letzte EP als Download unter dem Namen Tripolar. Des Weiteren erschienen drei weitere Lieder namens Little Love (alternative mix), Peace Vibration und Sensation.

## Diskografie

### Alben
- 2004: Meccano Mind

### EP
- 2012: Tripolar

### Singles
- 2003: Pray (mit einem Remix von Junkie XL)
- 2004: Message
- 2004: Bliss (mit zwei Remixen von Felix da Housecat)